# Estación Santo Tomé (Mitre)
Santo Tomé es una estación ferroviaria ubicada en la localidad homónima, departamento La Capital, Provincia de Santa Fe, Argentina.

## Servicios
La estación corresponde al Ferrocarril General Bartolomé Mitre de la red ferroviaria argentina.
Se encuentra actualmente sin operaciones de pasajeros.
Actualmente, es parte de un proyecto de tren urbano entre Santa Fe (Mitre) y esta estación.

## Historia
Clausurada en 1993, su reapertura se dio a inicios del 2003 hasta 2007, ya que Trenes de Buenos Aires operaba esta estación cuando el servicio iba a Buenos Aires, Rosario y a Santa Fe.